# Fédération tunisienne d'haltérophilie
Pour les articles homonymes, voir FTH.
La Fédération tunisienne d'haltérophilie ou FTH est une fédération sportive tunisienne chargée d'organiser la pratique de l'haltérophilie, de la développer et de la promouvoir sur tout le territoire national. Son objectif est de former les jeunes, les encadrer, développer leurs aptitudes physiques et techniques et les hisser aux plus hauts niveaux sportifs et moraux à travers la pratique de ce sport.
La FTH est membre de la Fédération internationale d'haltérophilie, de la Fédération africaine d'haltérophilie ainsi que de l'Union arabe d'haltérophilie.

## Histoire
L'haltérophilie est un sport pratiqué depuis longtemps en Tunisie. En tant qu'activité de force et de puissance, elle fait partie du patrimoine national mais, en tant qu'activité sportive organisée, elle ne commence à se développer que vers 1910. De nombreux champions nationaux vont se distinguer à l'instar de Khemais Sebouai, plusieurs fois champion de Tunisie entre 1913 et 1925, Béchir Bouazza, champion en 1929, et Chedly Chaâr, qui pratiquait à la fois l'athlétisme (lancer du poids et du marteau) et l'haltérophilie et qui connaît une certaine longévité sportive (1935 à 1960).
L'haltérophilie est d'abord intégrée à la gymnastique, avant de s'en séparer grâce à la Ligue de Tunisie des poids et haltères puis, pour une courte période après l'indépendance de la Tunisie, grâce à la Fédération tunisienne d'haltérophilie et de culturisme.
Dès 1997, la Tunisie devient un pays d'avant-garde en Afrique et dans le monde arabe, avec de nombreux titres obtenus par Youssef Sebaï, Atef Jarray, Khalil Maaoui, Karem Ben Henia, Rami et Ramzi Bahloul, ainsi que par l'haltérophilie féminine (Hayet Sassi, Imene Nefzi, Ghada Hassine, Yosra Dhieb, etc.). Cependant, le grand défi de la fédération est de protéger les athlètes contre la tentation du dopage qui a déjà compromis la carrière de Khalil Maaoui (ancien champion du monde junior et médaillé d'or aux Jeux méditerranéens).

## Présidents
- 1956-1960 : Jalel Agha
- 1960-1967 : Moncef Halouani
- 1967-1971 : Abdelwaheb Chahed
- 1971-1980 : Ezzedine Gueddiche
- 1980-1988 : Mohamed Gueddiche
- 1989-1993 : Mohamed Ben Mahmoud
- 1993-1995 : Mounir Doghri
- 1995-2002 : Rachid Boujnah
- 2002-2012 : Foued Azzouzi
- 2012-2016 : Mohamed Nadir Feki
- 2016-2018 : Mustapha Chaouachi[1]
- depuis 2018 : Fathi Masmoudi[2]

## Équipes et nombre de licenciés
La FTH a enregistré l'adhésion de 1 320 licenciés au cours de la saison 2015-2016. Ils se répartissent ainsi :
- Association sportive de Mnihla : 166
- Club sportif de la Garde nationale : 161
- Institut supérieur du sport et de l'éducation physique de Ksar Saïd : 118
- Jeunesse sportive de Moknine : 117
- Club d'haltérophilie de Menzel Temime : 104
- Gazélec Sport de Tunis : 95
- Association sportive des spécialités individuelles de Béja : 91
- Club sportif de Kalâat El Andalous : 81
- Club sportif sfaxien : 45
- Al Majd des sports individuels (Sfax) : 27
- Association Et-Tadhamen des sports individuels : 26
- Saydia de Sidi Bou Saïd : 20
- Club olympique de Hraïria : 20